# Nombre de Dios
Nombre de Dios (z hiszp. „Imię Boga”) – miasto na atlantyckim wybrzeżu Panamy w prowincji Colón.

## Historia
Miasto zostało założone w 1510 roku przez Hiszpana Diego de Nicuesa. Była to jedna z pierwszych europejskich osad na Przesmyku Panamskim i jest to najstarsza wciąż zamieszkana miejscowość w Panamie. Początkowo był to port dla hiszpańskiej floty skarbów, jednak Nombre de Dios położone było na mokradłach co uniemożliwiało jego fortyfikację. W czerwcu 1572 roku Francis Drake złupił miasto, a rok później, w kwietniu, zastawił zasadzkę na konwój wiozący metale szlachetne do portu.
W XVII wieku miasto zostało opuszczone przez Hiszpanów, a rolę portu dla floty skarbów przejęło pobliskie miasto Puerto Bello. Nombre de Dios istnieje do dziś, jest jednak znacznie mniejsze niż w XVI wieku.